# 東京國際戲劇節
東京國際戲劇節，是每年日本國際文化節旗下的戲劇藝術競賽活動，文化節的官方活動亦包括知名的東京國際影展及ATP獎等。東京國際戲劇節主要為表彰日本的優秀電視劇等作品，由東京國際戲劇節執行委員會主辦、日本總務省及經濟產業省協辦，每年10月展開並舉行公開授獎儀式，獎項稱為「東京戲劇獎（東京ドラマアウォード）」。

## 概要
以「想讓世界看見的日本戲劇」為宗旨進行評選，表彰對象為前一年的7月1日至頒獎年的6月30日，此期間播出的戲劇作品。主辦的東京國際戲劇節執行委員會成員包括NHK電視台、各民間電視台、電影製作人士、表演者等團體及個人。
2008年第1屆頒發的獎項中，包含兒童與青少年部門、家庭部門和不分類部門獎，以上分類在第2屆廢止，並增設「地方電視劇獎」。2010年，頒發「最佳亞洲演員獎」，此類別亦考量在亞洲區的商業性和市場性。

## 歷年獲獎者

### 2008年
- 作品賞
  - 本賞（連續劇）：WOWOW《潘朵拉》
  - 本賞（單發特別劇）：朝日電視台《點與線》
  - 兒童與青少年部門賞：東京電視台《手機搜查官7》、富士電視台《Last Friends》
  - 家庭部門：日本電視台《齊藤太太來了》
  - 時代劇部門：NHK《篤姬》
  - 不分類部門：富士電視台《SP》
- 個人賞
  - 主演男優賞：佐藤浩市（NHK《風的結果（日语：風の果て）》、朝日電視台《天國與地獄》、東京電視台《真相與謊言與龍舌蘭酒（日语：本当と嘘とテキーラ）》）
  - 主演女優賞：上野樹里（富士電視台《Last Friends》、富士電視台《交響情人夢》）
  - 助演男優賞：堺雅人（NHK《篤姫》）
  - 助演女優賞：和久井映見（NHK《喜代美（日语：ちりとてちん (テレビドラマ)）》）
  - 劇本賞：井上由美子（WOWOW《潘朵拉》）
  - 導演賞：石橋冠（朝日電視台《點與線》）、河毛俊作（WOWOW《潘朵拉》）
- 特別賞
  - TBS電視台《3年B組金八先生》武田鐵矢及工作人員、朝日電視台《點與線》美術工作人員

### 2009年
- 作品賞
  - 本賞：日本電視台《愛與寬容》
  - 優秀賞（連續劇）：
    - TBS《教頭當家》
    - 富士電視台《風之花園（日语：風のガーデン）》
    - 富士電視台《平凡的奇蹟》
    - WOWOW《飛輪》

  - 優秀賞（單發特別劇）：
    - NHK《購物（日语：お買い物）》
    - 朝日電視台《一代刑事 平塚八兵衛的昭和事件史（日语：刑事一代 平塚八兵衛の昭和事件史）》

  - 地方電視劇賞：
    - NHK仙台放送局《お米のなみだ》
    - 札幌電視台《桃山飯糰店（日语：どさんこワイド#第1弾「桃山おにぎり店」）》
- 個人賞
  - 主演男優賞：中井貴一（富士電視台《風之花園（日语：風のガーデン）》）
  - 主演女優賞：天海祐希（富士電視台《BOSS女王》）
  - 助演男優賞：遠藤憲一（日本電視台《霧之火 庫頁・真岡郵局的九位少女死了（日语：霧の火 樺太・真岡郵便局に散った九人の乙女たち）》等）
  - 助演女優賞：戶田惠梨香（《流星之絆》等）
  - 新人賞：溝端淳平、川島海荷
  - 劇本賞：倉本聰（日语：倉本聰）（富士電視台《風之花園（日语：風のガーデン）》）
  - 製作賞：次屋尚（日语：次屋尚）（日本電視台《愛與寬容》）
  - 導演賞：宮本理江子（日语：宮本理江子）（富士電視台《風之花園（日语：風のガーデン）》）
- 特別賞
  - 緒形拳
  - 富士電視台《黑部的太陽》美術團隊、東京電視台《長時間電視劇（新春時代劇）》剪接工作人員

### 2010年
- 作品賞
  - 本賞（連續劇）：TBS《仁者俠醫》
  - 優秀賞（連續劇）：
    - 日本電視台《Mother》
    - 朝日電視台《同窗會～Love Again症候群》
    - 富士電視台《極道幫幫忙（日语：任侠ヘルパー）》
    - NHK《龍馬傳》

  - 本賞（單發特別劇）：富士電視台《我家的歷史》
  - 優秀賞（單發特別劇）：
    - 日本電視台《迂迴的雨（日语：遠まわりの雨）》
    - 東京電視台《月島慕情（日语：シューシャインボーイ）》

  - 亞洲賞：TBS《仁者俠醫》
  - 地方電視劇賞：
    - 北海道電視台 HTB特別劇《ミエルヒ》
    - NHK福岡放送局《給母親（日语：母さんへ）》
- 個人賞
  - 主演男優賞：大澤隆夫（TBS《仁者俠醫》）
  - 主演女優賞：松雪泰子（日本電視台《Mother》）
  - 助演男優賞：香川照之（NHK《龍馬傳》）
  - 助演女優賞：尾野真千子（NHK《火之魚（日语：火の魚）》、日本電視台《Mother》）
  - 劇本賞：坂元裕二（日本電視台《Mother》）
  - 導演賞：黑崎博（日语：黒崎博）（NHK《火之魚（日语：火の魚）》）
  - 製作賞：石丸彰彥（日语：石丸彰彦）（TBS《仁者俠醫》）
- 特別賞
  - NHK《龍馬傳》的攝影團隊、蘆田愛菜（日本電視台《Mother》）
  - 最佳亞洲演員：李炳憲（《IRIS》等）

### 2011年
- 作品賞
  - 本賞（連續劇）：富士電視台《飛特族、買個家。》
  - 優秀賞（連續劇）：
    - NHK《第二處女（日语：セカンドバージン）》
    - 日本電視台《Q10》
    - TBS電視台《仁者俠醫》
    - 東京電視台《桃花期》

  - 本賞（單發特別劇）：TBS《99年的愛》
  - 優秀賞（單發特別劇）：
    - 日本電視台《再見我們的幼稚園（日语：さよならぼくたちのようちえん (テレビドラマ)）》
    - 朝日電視台《遺恨 明治十三年 最後的報仇（日语：遺恨あり 明治十三年 最後の仇討）》
    - WOWOW《與絕望奮鬥（日语：なぜ君は絶望と闘えたのか）》

  - 亞洲賞：TBS《仁者俠醫》
  - 地方電視劇賞：
    - NHK福岡電視台《見知らぬわが町》
    - 讀賣電視台《最後的醫介輔（日语：ニセ医者と呼ばれて 〜沖縄・最後の医介輔〜）》
- 個人賞
  - 主演男優賞：二宮和也（富士電視台《飛特族、買個家。》）
  - 主演女優賞：鈴木京香（NHK《第二處女（日语：セカンドバージン）》）
  - 主演女優賞：蘆田愛菜（富士電視台《MARUMO的規定》、日本電視台《再見我們的幼稚園（日语：さよならぼくたちのようちえん (テレビドラマ)）》）
  - 助演男優賞：內野聖陽（TBS《仁者俠醫》）
  - 助演女優賞：滿島光（東京電視台《桃花期》、日本電視台《再見我們的幼稚園（日语：さよならぼくたちのようちえん (テレビドラマ)）》）
  - 劇本賞：大石靜（日语：大石静）（NHK《第二處女（日语：セカンドバージン）》）
  - 導演賞：和泉聖治（朝日電視台《相棒 season 9》）
  - 製作賞：橋本芙美（富士電視台《飛特族、買個家。》、富士電視台《MARUMO的規定》）
- 特別賞
  - TBS《仁者俠醫》製作團隊

### 2012年
- 作品賞
  - 本賞（連續劇）：日本電視台《家政婦女王》
  - 優秀賞（連續劇）：
    - NHK《糸子的洋裝店》
    - 日本電視台《妖怪人間貝姆》
    - 富士電視台《王牌大律師》
    - 富士電視台《儘管如此也要活下去》
    - WOWOW《贖罪（日语：贖罪 (湊かなえ)#テレビドラマ版）》

  - 本賞（單發特別劇）：東京電視台《瓦礫中的新聞社〜河北新報最長的日子〜（日语：河北新報のいちばん長い日#テレビドラマ）》
  - 優秀賞（單發特別劇）：
    - NHK《鳶》
    - 朝日電視台《砂之器》
    - TBS電視台《SPEC〜翔〜》
    - TBS電視台《黑板〜與時代戰鬥的教師們〜（日语：ブラックボード〜時代と戦った教師たち〜）》

  - 亞洲賞：日本電視台《家政婦女王》
  - 地方電視劇賞
    - 東海電視台《約束》
    - NHK佐賀電視台《那人那日》
- 個人賞
  - 主演男優賞：堺雅人（富士電視台《王牌大律師》）
  - 主演女優賞；尾野真千子（NHK《糸子的洋裝店》）[3]
  - 助演男優賞：長谷川博己（日本電視台《家政婦女王》）
  - 助演女優賞：杏（日本電視台《妖怪人間貝姆》）
  - 劇本賞：遊川和彥（日本電視台《家政婦女王》）
  - 導演賞：黑澤清（WOWOW《贖罪》）
  - 導演賞：田中健二（NHK《糸子的洋裝店》）
  - 製作賞：大平太（日本電視台《家政婦女王》）
- 特別賞
  - 市川森一（日语：市川森一）、《坂上之雲》團隊

### 2013年
- 作品賞
  - 本賞（連續劇）：NHK《小海女》
  - 優秀賞（連續劇）：
    - 日本電視台《不要哭，小原》
    - 朝日電視台《派遣女醫X》
    - TBS電視台《鳶》
    - 東京電視台《孤獨的美食家》
    - 富士電視台《破案天才伽利略》

  - 本賞（單發特別劇）：《雙面》潛入搜查篇：TBS 偽裝警察篇：WOWOW
  - 優秀賞（單發特別劇）：
    - NHK《ラジオ》
    - 日本電視台《金田一少年之事件簿 香港九龍財寶殺人事件》
    - 富士電視台《倒數第二次戀愛 2012秋》

  - 地方電視劇賞
    - NHK徳島電視台《狸な家族》、名古屋電視台《開往名古屋的末班列車（日语：名古屋行き最終列車）》
- 個人賞
  - 主演男優賞：瑛太（富士電視台《最棒的離婚》）
  - 主演女優賞；能年玲奈（NHK《小海女》）
  - 助演男優賞：綾野剛（富士電視台《最棒的離婚》）
  - 助演女優賞：小泉今日子（NHK《小海女》）
  - 劇本賞：宮藤官九郎（NHK《小海女》）
  - 導演賞：井上剛（日语：井上剛 (演出家)）（NHK《小海女》）
  - 製作賞：訓覇圭（日语：訓覇圭）（NHK《小海女》）
- 特別賞
  - 大友良英（《小海女》配樂）

### 2014年
- 作品賞
  - 本賞（連續劇）：TBS《半澤直樹》[1][4]
  - 優秀賞（連續劇）：
    - NHK《多謝款待》
    - 日本電視台《Woman》
    - 朝日電視台《BORDER》
    - TBS電視台《MOZU Season1～百舌吶喊的夜晚～》、WOWOW《MOZU Season2～幻之翼～》
    - 富士電視台《FIRST CLASS》

  - 本賞（單發特別劇）：朝日電視台《時間永不止步（日语：時は立ちどまらない）》
  - 優秀賞（單發特別劇）：
    - NHK《從足尾來的女人》
    - 日本電視台《再見今日之日（日语：今日の日はさようなら）》
    - 富士電視台《最棒的離婚》特別篇
    - WOWOW《Chicken Race》

  - 地方電視劇賞
    - NHK高知放送局《不倒翁笑了。（日语：ダルマさんが笑った。）》
    - 中京電視台《Lady lady ～妳曾經在廁所裡哭過嗎？～（日语：レディレディ 〜トイレで泣いたこと、ありますか?〜）》
- 個人賞
  - 主演男優賞：堺雅人（TBS《半澤直樹》）[5]
  - 主演女優賞；滿島光（日本電視台《Woman》）[6]
  - 助演男優賞：吉田鋼太郎（NHK《花子與安妮》、TBS・WOWOW《MOZU》）
  - 助演女優賞：石原聰美（富士電視台《失戀巧克力職人》）
  - 劇本賞：岡田惠和（富士電視台《倒數第二次戀愛 2》）
  - 導演賞：福澤克雄（TBS《半澤直樹》）
- 特別賞
  - 《三個歐吉桑〜正義的夥伴，謁見!!〜》：北大路欣也、泉谷茂（日语：泉谷しげる）、志賀廣太郎（日语：志賀廣太郎）
  - 北九州Film Commission（日语：北九州フィルム・コミッション）（支援《MOZU》等電視劇劇組的地方製片團體）
  - 海外作品特別賞：《來自星星的你》
  - 最佳亞洲演員賞：金秀賢（《來自星星的你》）

### 2015年
- 作品賞
  - 本賞（連續劇）：TBS《天皇的御廚》
  - 優秀賞（連續劇）：
    - NHK《阿政》
    - 日本電視台《今天不上班》
    - 東京電視台《青色火焰》
    - 富士電視台《約會～戀愛為何物～》

  - 本賞（單發特別劇）：富士電視台《東方快車謀殺案》
  - 優秀賞（單發特別劇）：
    - 朝日電視台《坂道之家（日语：坂道の家#テレビドラマ）》
    - TBS電視台《遙遠的約定～變成星星的孩子們〜（日语：満州の星くずと散った子供たちの遺書 新京敷島地区難民収容所の孤児たち#テレビドラマ）》
    - 東京電視台《永遠的0》
    - WOWOW《十月十日的進化論》

  - 地方電視劇賞
    - NHK福岡放送局《在這裡幸福（日语：ここにある幸せ）》
    - 北海道電視台《UBASUTE》
- 個人賞
  - 主演男優賞：佐藤健（TBS《天皇的御廚》）
  - 主演女優賞；黑木華（TBS《天皇的御廚》）
  - 助演男優賞：鈴木亮平（TBS《天皇的御廚》、NHK《花子與安妮》）
  - 助演女優賞：吉田羊（富士電視台《HERO 2》）
  - 劇本賞：中園美保（NHK《花子與安妮》）
  - 導演賞：松江哲明（日语：松江哲明）、山下敦弘（東京電視台《山田孝之的東京都北區赤羽》）
  - 製作人賞：八木康夫（日语：八木康夫）（（TBS《父親的背影（日语：おやじの背中）》）
- 特別賞
  - 夏綠蒂·凱特·福斯（NHK《阿政》）

### 2016年
- 作品賞
  - 本賞（連續劇）：NHK《阿淺來了》
  - 優秀賞（連續劇）：
    - 日本電視台《寬鬆世代又怎樣》
    - 朝日電視台《民王》
    - TBS《下町火箭》
    - 東京電視台《釣魚狂日記〜新進員工 濱崎傳助〜》
    - 富士電視台《追憶潸然》
    - WOWOW《不沉的太陽》

  - 優秀賞（單發特別劇）：TBS《紅鏘魚》
  - 優秀賞（單發特別劇）：
    - NHK《經世濟民之男（日语：経世済民の男）》
    - WOWOW《為這條街的生命（日语：この街の命に）》

  - 地方電視劇賞
    - CBC電視台《三個月亮（日语：三つの月）》
    - NHK岡山放送局《靛藍戀人（日语：インディゴの恋人）》
- 個人賞
  - 主演男優賞：阿部寬（TBS電視台《下町火箭》）
  - 主演女優賞；波瑠（NHK《阿淺來了》）
  - 助演男優賞：藤岡靛（NHK《阿淺來了》）
  - 助演女優賞：木村佳乃（富士電視台《我的危險妻子》）
  - 劇本賞：野木亞紀子（TBS《重版出來！》）
  - 導演賞：土井裕泰（TBS《重版出來！》《產科醫鴻鳥》）、石井裕也（TBS《糖果之家》）
  - 製作人賞：伊與田英德（日语：伊與田英徳）（TBS《下町火箭》））
  - 主題歌賞：手嶌葵（富士電視台《追憶潸然》）
- 海外作品特別賞
  -  《六龍飛天》
  -  泰國《最恨最爱》
  -  越南《魅惑》

### 2017年
- 作品賞
  - 本賞（連續劇）：TBS《逃避雖可恥但有用》
  - 優秀賞（連續劇）：
    - NHK電視台《真田丸》
    - 日本電視台《房仲女王》
    - TBS《四重奏》
    - 東京電視台《The Supporting Actors（日语：バイプレイヤーズ）》
    - 關西電視台《CRISIS 公安機動搜查隊特搜組》

  - 本賞（單發特別劇）：東京電視台《破獄》
  - 優秀賞（單發特別劇）：
    - NHK電視台《未解決事件．file.05　洛克希德事件》
    - 日本電視台《錢形警部》
    - 朝日電視台《第五年的一個人（日语：五年目のひとり）》

  - 衛星網路劇賞
    - SKY Perfect JSAT《飆速宅男》
    - Netflix《深夜食堂―Tokyo Stories―》

  - 地方電視劇賞
    - NHK BS Premium《朗讀屋（日语：朗読屋）》
    - 琉球朝日放送《遙遠的同一片天空下（日语：遠く離れた同じ空の下で）》
- 個人賞
  - 主演男優賞：堺雅人（NHK電視台《真田丸》）
  - 主演女優賞；新垣結衣（TBS《逃避雖可恥但有用》）
  - 助演男優賞：草刈正雄（NHK電視台《真田丸》）
  - 助演女優賞：仲里依紗（TBS電視台《其實並不在乎你》）
  - 劇本賞：倉本聰（日语：倉本聰）（TBS電視台《安寧之鄉（日语：やすらぎの郷）》）
  - 導演賞：金子文紀（TBS電視台《逃避雖可恥但有用》、《四重奏》、《其實並不在乎你》）
  - 製作人賞：那須田淳（日语：那須田淳）（TBS電視台《逃避雖可恥但有用》）
  - 主題歌賞：星野源「戀」（TBS電視台《逃避雖可恥但有用》）
- 海外作品特別賞
  -  泰國《三面娜迦》
  -  土耳其《母親（土耳其語：Anne (dizi)）》
  -  越南《那日午後》

### 2018年
- 作品賞
  - 本賞（連續劇）：朝日電視台《大叔的愛》[7]
  - 優秀賞（連續劇）：
    - NHK電視台《雛鳥》
    - 日本電視台《過度保護的加穗子》
    - TBS電視台《法醫女王》
    - 富士電視台《行騙天下JP》
    - WOWOW《石礫～揭發外務省機密費的搜查二課男人們～（日语：石つぶて 警視庁 二課刑事の残したもの）》

  - 本賞（單發特別劇）：NHK電視台《眩〜北齋的女兒〜（日语：眩#テレビドラマ）》[8]
  - 優秀賞（單發特別劇）：
    - TBS電視台《兄妹》
    - 東京電視台《琥珀》
    - 富士電視台《黑井戶命案》

  - 衛星網路劇賞
    - SKY Perfect JSAT《橋的故事（日语：小さな橋で）》
    - HBO Asia《神探夏洛克小姐》

  - 地方電視劇賞
    - NHK福岡放送局《You May Dream》
    - 中京電視台《Mothers 2017～流浪孕婦～（日语：マザーズ2017〜野宿の妊婦〜）》
- 個人賞
  - 主演男優賞：田中圭（朝日電視台《大叔的愛》）[9]
  - 主演女優賞；石原聰美（TBS電視台《法醫女王》）[10]
  - 助演男優賞：吉田鋼太郎（朝日電視台《大叔的愛》）[11]
  - 助演女優賞：阿川佐和子（TBS電視台《陸王》）[12]
  - 劇本賞：野木亞紀子（TBS電視台《法醫女王》）
  - 導演賞：塚原亞由子（TBS電視台《法醫女王》）
  - 特別賞：「法醫女王」製作團隊（TBS電視台《法醫女王》）
  - 主題歌賞：米津玄師「Lemon」（TBS電視台《法醫女王》）
- 海外作品特別賞
  -  臺灣《花甲男孩轉大人》
  -  土耳其《Woman（土耳其語：KADIN（WOMAN））》
  -  越南《Hidden Name》

### 2019年
- 作品賞[13]
  - 本賞（連續劇）：TBS《3年A班－從此刻起，大家都是我的人質－》
  - 優秀賞（連續劇）：
    - NHK電視台《透明的搖籃》
    - 朝日電視台《Dele》
    - TBS《大戀愛～和忘記我的你》
    - 東京電視台《昨日的美食》

  - 本賞（單發特別劇）：東京電視台《和不是A的你（日语：Aではない君と）》
  - 優秀賞（單發特別劇）：
    - NHK電視台《詐欺之子（日语：詐欺の子）》
    - NHK電視台《滿願（日语：満願 (米澤穂信)#テレビドラマ）》
    - 富士電視台《悲慘世界～沒有終點的旅途（日语：レ・ミゼラブル 終わりなき旅路）》

  - 地方電視劇賞
    - 關西電視台《你小看我嗎 家鋪隆仁誕生物語》
    - NHK長崎放送局《愛上寒湯圓（日语：かんざらしに恋して）》
- 個人賞
  - 主演男優賞：菅田將暉（TBS《3年A班－從此刻起，大家都是我的人質－》）
  - 主演女優賞：清原果耶（NHK電視台《透明的搖籃》）
  - 助演男優賞：横浜流星（TBS《初戀那天所讀的故事（日语：初めて恋をした日に読む話）》）
  - 助演女優賞：黑木華（日本電視台《無法成為野獸的我們》）
  - 劇本賞：安達奈緒子（NHK電視台《透明的搖籃》、東京電視台《昨日的美食》）
  - 導演賞：福田雄一（日本電視台《我是大哥大!!》）
  - 主題曲賞：milet「inside you」（富士電視台《醜聞專門律師 QUEEN（日语：スキャンダル専門弁護士 QUEEN）》）
- 海外作品特別賞
  -  中华人民共和国《我的真朋友》
  -  《熱血司祭》
  -  泰國《天生一對》

### 2020年
- 作品賞[14]
  - 本賞（連續劇）：NHK《韋駄天～東京奧運故事～》
  - 優秀賞（連續劇）：
    - NHK《明察小會計》
    - 日本電視台《輪到你了》
    - 日本電視台《我的事說來話長》
    - TBS《凪的新生活》
    - TBS《戀愛可以持續到天長地久》
    - 東京電視台《治療醫院的方法～有原醫師的挑戰～（日语：病院の治しかた〜ドクター有原の挑戦〜）》

  - 本賞（單發特別劇）：富士電視台《教場》
  - 優秀賞（單發特別劇）：
    - NHK《异乡人：上海的芥川龙之介》
    - 朝日電視台《Switch》
    - 東京電視台《不輸給美國的男人～混蛋首相吉田茂～（日语：アメリカに負けなかった男〜バカヤロー総理 吉田茂〜）》
    - WOWOW《2020年 五月之戀》

  - 地方電視劇賞
    - NHK福岡放送局《隔壁的masala（日语：となりのマサラ）》
    - 宮崎電視台《向日葵 ～健一傳奇～（日语：ひまわりっ_〜健一レジェンド〜#テレビドラマ）》
- 個人賞
  - 主演男優賞：生田斗真（日本電視台《我的事說來話長》）
  - 主演女優賞：黑木華（TBS《凪的新生活》）
  - 助演男優賞：佐藤健（TBS《戀愛可以持續到天長地久》）
  - 助演女優賞：伊藤沙莉（NHK《明察小會計》）
  - 劇本賞：金子茂樹（日语：金子茂樹）（日本電視台《我的事說來話長》）
  - 導演賞：塚原亞由子（TBS《天才主廚餐廳》）
  - 主題曲賞：Official髭男dism「I LOVE...」（TBS《戀愛可以持續到天長地久》）
- 海外作品特別賞
  -  中华人民共和国《清平樂》
  -  《愛的迫降》
  -  泰國《罪孽牢籠》

### 2021年
- 作品賞[15]
  - 本賞（連續劇）：TBS《我家的故事》
  - 優秀賞（連續劇）：
    - 日本電視台《喜劇開場》
    - TBS《MIU404》
    - TBS《半澤直樹》
    - TBS《天國與地獄～瘋狂的2人～》
    - 關西電視台《大豆田永久子與三個前夫》
    - WOWOW《華麗一族》

  - 本賞（單發特別劇）：NHK《太陽之子》
  - 優秀賞（單發特別劇）：
    - NHK《流行感冒（日语：流行感冒）》
    - 朝日電視台《AIR GIRL（日语：エアガール (テレビドラマ)）》
    - 東京電視台《人生最棒的禮物（日语：人生最高の贈りもの）》
    - 富士電視台《教場II》

  - 地方電視劇賞
    - NHK福岡放送局《ペペロンチーノ（日语：ペペロンチーノ）》
    - 朝日放送電視台《ミヤコが京都にやって来た!（日语：ミヤコが京都にやって来た!）》
- 個人賞
  - 主演男優賞：窪田正孝（NHK《歡呼》）
  - 主演女優賞：綾瀨遙（TBS《天國與地獄～瘋狂的2人～ 》）
  - 助演男優賞：西田敏行（TBS《我家的故事》）
  - 助演女優賞：江口德子（TBS《我家的故事》）
  - 劇本賞：坂元裕二（關西電視台《大豆田永久子與三個前夫》）
  - 導演賞：西村武五郎（NHK《綺麗之國（日语：きれいのくに）》）
  - 特別賞：橋田壽賀子
  - 主題曲賞：STUTS（日语：STUTS）&松隆子 with 3exes「Presence」（關西電視台《大豆田永久子與三個前夫》）
- 海外作品特別賞
  -  臺灣《俗女養成記2》
  -  《黑道律師文森佐》
  -  泰國《因為我們天生一對》